# Scrisoare tiroleză de libertate
Scrisoarea tiroleză de libertate (în germană Tiroler Freiheitsbrief) emisă pe 28 ianuarie 1342 la München este un certificat considerat a fi un semn al dezvoltării parlamentarismului timpuriu în Tirol, sub aspectul implicării categoriei fermierilor (în germană Bauernstand) în actul guvernării.
Ludovic de Wittelsbach s-a căsătorit pe 10 februarie 1342 la Meran cu contesa Margareta de Tirol (supranumită Maultasch) în prezența tatălui său, împăratul Ludovic al IV-lea. Ludovic a încheiat această căsătorie pentru a dobândi comitatul Tirol. Margareta nu divorțase încă de primul ei soț, Ioan Henric de Luxemburg, pe care îl expulzase din Tirol în noiembrie 1341. Din motive politice și religioase papa Clement al VI-lea nu a anulat căsătoria dintre Margareta și Ioan Henric. În plus, Margareta și Ludovic erau rude de gradul al treilea. Papa i-a excomunicat pe cei doi și împotriva întregului comitat Tirol a fost pronunțată interdicția canonică. În ciuda opoziției nobilimii locale, Ludovic s-a impus ca regent în Tirol. În Scrisoarea tiroleză de libertate Ludovic și tatăl său au confirmat la München drepturile și libertățile tirolezilor.
Textul certificatului (traducere după varianta în limba germană actuală):
„Noi, Ludovic, prin voia lui Dumnezeu, Margraf de Brandenburg, Conte Palatin al Rinului, Duce de Bavaria și Vistiernic al Sfântului Imperiu Roman, mărturisim tuturor celor care văd, aud sau citesc această scrisoare că promitem ca toate lăcașurile lui Dumnezeu, spirituale și laice, toate orașele, satele și târgurile și, de asemenea, toți oamenii, nobili sau nu, bogați sau săraci, oricare ar fi numele lor și oriunde s-ar afla în comitatul Tirol, să-și păstreze toate drepturile atestate prin documente și cele primite după vechiul obicei de la stăpânirile anterioare: de la ducele Meinhard și fiii săi, de la regele Ioan al Boemiei, din vremea când deținea stăpânirea în Tirol ca tutore al fiului său, contele Ioan, și cele primite de la același conte Ioan, fiul amintitului rege al Boemiei și de la nobila prințesă Margareta, ducesă de Carintia și contesă de Tirol și Gorizia, draga noastră „proprietară”. Același lucru este valabil și pentru documentele pe care dragul nostru domn și tată împăratul Ludovic al Romei și Noi le-am dat sau le vom da cu privire la chestiunile descrise mai sus. Funcționarii, aparținători și înfeudați, trebuie să-și păstreze drepturile. Noi nu vom impune nicio taxă specială fără sfatul fermierilor. De asemenea, promitem că nu vom ocupa nicio fortăreață care aparține stăpânirii Tirolului cu oameni străini locului sau cu străini din alte teritorii. Noi vom conduce comitatul Tirol după sfatul celor mai buni din țară, vom îmbunătăți legile țării după sfatul lor și nu le vom înrăutăți. De asemenea, promitem că nu o vom izgoni din țară pe amintita doamnă Margareta, draga noastră soție, împotriva voinței ei […] Scrisoarea a fost dată la München luni înainte de Maria Lichtmesstag, sigilată cu sigiliul nostru atașat. 1342 de ani după nașterea lui Hristos.”
Cele două originale ale scrisorii de libertate care au supraviețuit și sunt păstrate în Arhiva centrală de stat bavareză din München, respectiv în Arhiva Regională din Innsbruck, sunt identice ca text. Diferiți sunt însă destinatarii celor două scrisori: cea păstrată la München este adresată „tuturor lăcașurilor lui Dumnezeu, tuturor clericilor și laicilor, tuturor orașelor, satelor și târgurilor și, de asemenea, tuturor oamenilor, nobili sau nu, bogați și săraci, oricare ar fi numele lor și oriunde s-ar afla în comitatul Tirol”, iar cea păstrată la Innsbruck este adresată doar „tuturor lăcașurilor lui Dumnezeu și tuturor nobililor care se află în comitatul Tirol”. Confirmarea și declarația de garantare, emise de împăratul Ludovic al IV-lea în aceeași zi, s-au păstrat în trei exemplare care diferă între ele în mod similar celor două scrisori, prin lista adresanților. 
Scrisoarea de libertate păstrată la München este considerată o „Magna Charta Libertatum” garantată tuturor claselor sociale și locuitorilor, însă conform unor cercetări recente, ea nu a ajuns niciodată în mâinile destinatarilor tirolezi. Faptul că lista adresanților este diferită, poate fi înțeles ca rezultat al unei tactici politice ce avea ca scop satisfacerea dorințelor destinatarilor, beneficiarii fiind în principal membrii nobilimii tiroleze. O evaluare finală rămâne încă deschisă.